# Heinrich (film)
Pour les articles homonymes, voir Heinrich.
Pour plus de détails, voir Fiche technique et Distribution.

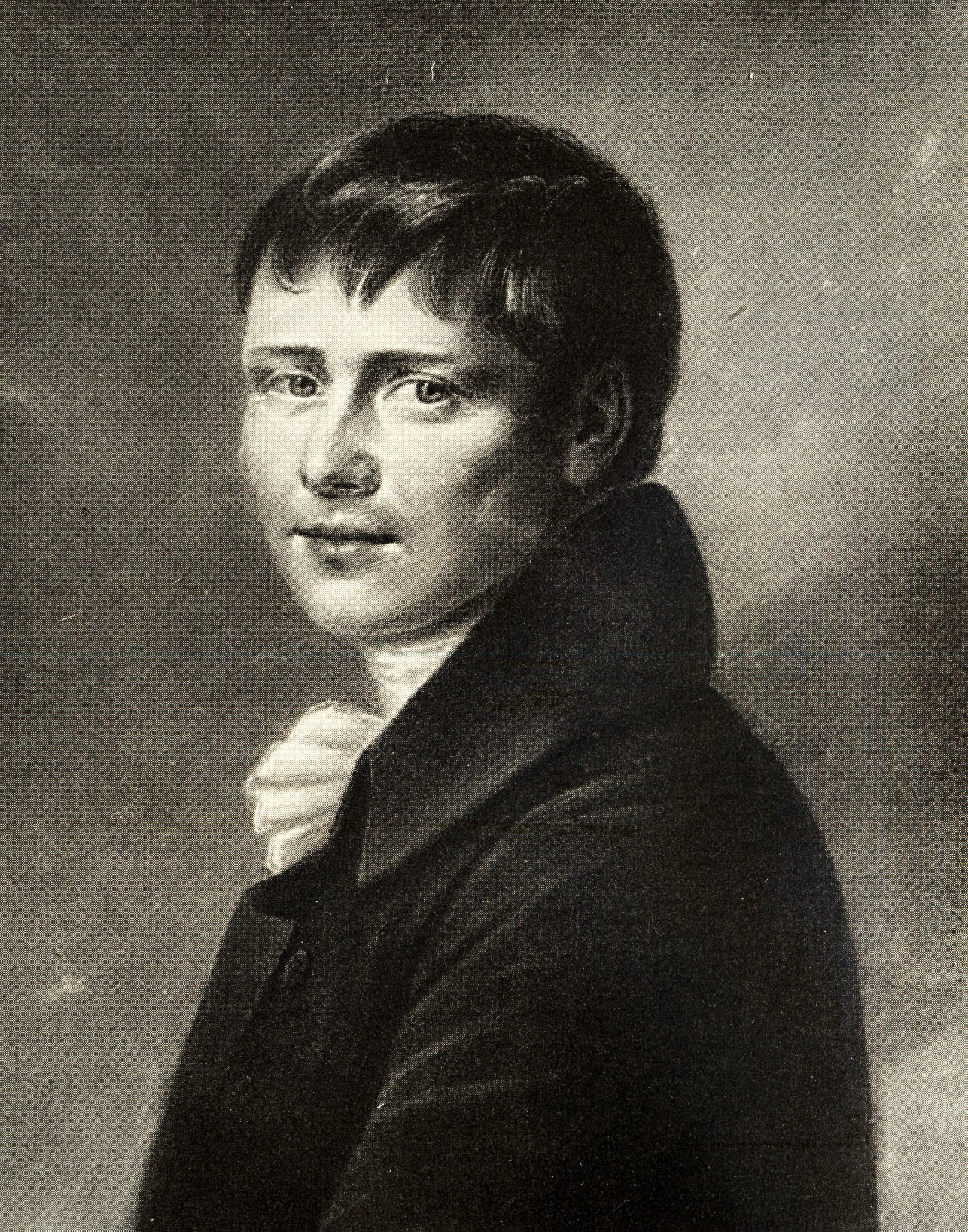
Heinrich von Kleist.

Heinrich est un film allemand réalisé par Helma Sanders-Brahms, sorti en 1977.

## Synopsis
La vie de l'écrivain Heinrich von Kleist.

## Fiche technique
- Titre : Heinrich
- Réalisation : Helma Sanders-Brahms
- Scénario : Helma Sanders-Brahms
- Photographie : Thomas Mauch
- Montage : Margot Löhlein
- Production : Volker Canaris et Regina Ziegler
- Société de production : Regina Ziegler Filmproduktion
- Pays :  Allemagne de l'Ouest
- Genre : Biopic
- Durée : 125 minutes
- Dates de sortie : 
  -  Allemagne de l'Ouest : 14 octobre 1977

## Distribution
- Heinrich Giskes : Heinrich von Kleist
- Grischa Huber : Ulrike von Kleist
- Hannelore Hoger : Henriette Vogel
- Lina Carstens : la servante Riebisch
- Sigfrit Steiner : le servant Riebisch
- Heinz Hoenig : Ernst von Pfuel

## Distinctions
Le film a reçu 2 nominations aux Deutscher Filmpreis et a reçu les 2 prix : Meilleur film et Meilleur scénario